# Ludovico Gonzaga (vescovo di Alba)

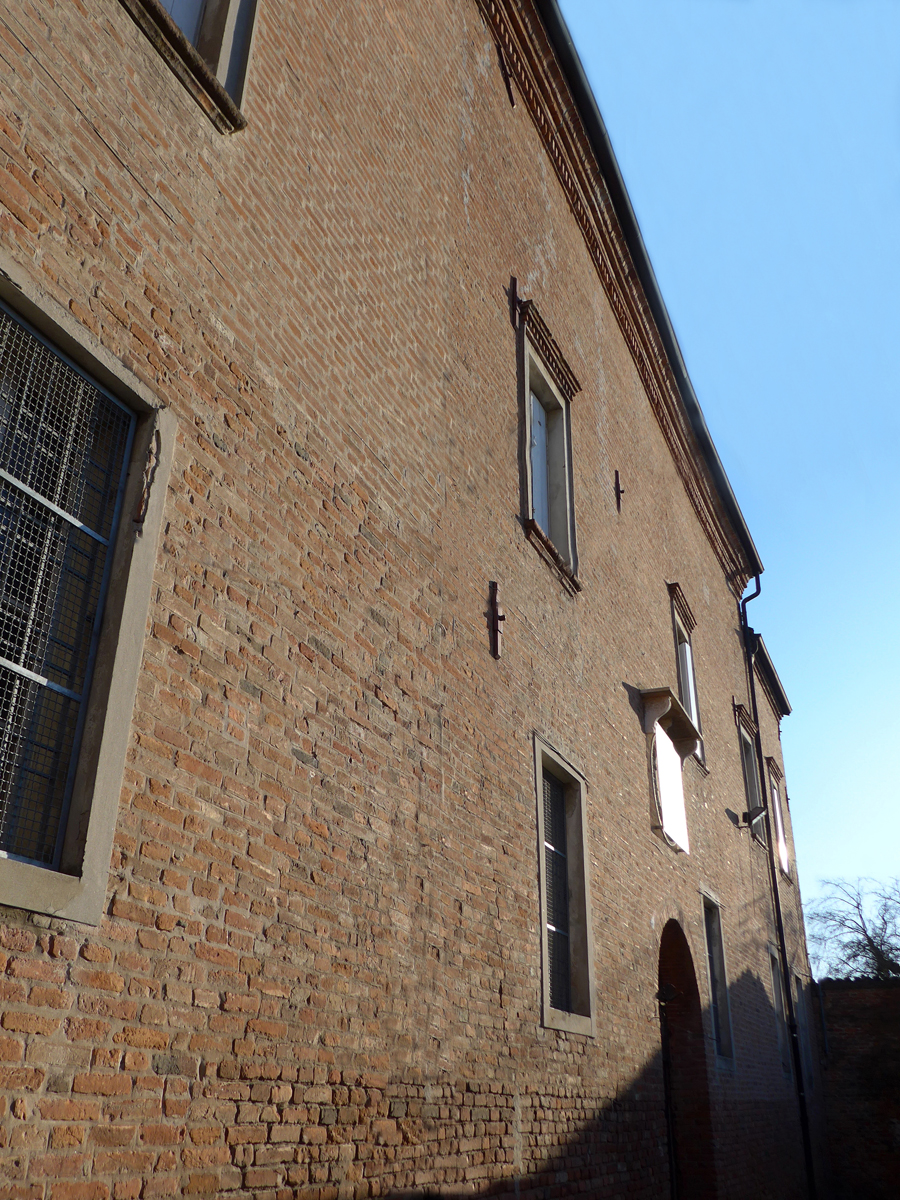
Luzzara, Palazzo della Macina

Ludovico (Luigi) Gonzaga (9 febbraio 1589 – Luzzara, 17 giugno 1630) è stato un vescovo cattolico italiano.

## Biografia
Ludovico era figlio Prospero Gonzaga, secondo marchese di Luzzara; fu nominato vescovo il 12 agosto 1619 e tenne il sinodo nel 1626.
Lo zio Marcantonio Gonzaga (m. 1592) fu vescovo di Casale Monferrato dal 1589 al 1592.
A causa della guerra del Monferrato risiedette saltuariamente ad Alba. Per sfuggire al morbo della peste si rifugiò a Luzzara, presso il Casino della Tomba, residenza di campagna del cugino Federico Gonzaga di Luzzara, ma ne fu ugualmente colpito e qui morì il 17 giugno 1630.
Ludovico fu sepolto nella chiesa dell'Annunciata del convento degli Agostiniani.
A seguito della sua richiesta papa Clemente X elevò Margherita di Monferrato all'onore degli altari nel 1669.

## Genealogia episcopale
La genealogia episcopale è:
- Cardinale Guillaume d'Estouteville, O.S.B.Clun.
- Papa Sisto IV
- Papa Giulio II
- Cardinale Raffaele Riario
- Papa Leone X
- Papa Paolo III
- Cardinale Francesco Pisani
- Cardinale Alfonso Gesualdo
- Papa Clemente VIII
- Papa Paolo V
- Cardinale Benedetto Giustiniani
- Vescovo Ludovico Gonzaga

## Ascendenza
|                      |               |                                          | Genitori                                 |  |  | Nonni |  |  | Bisnonni              |  |  | Trisnonni       |  |
|                      |               |                                          |                                          |  |  |       |  |  | Gianfrancesco Gonzaga |  |  | Rodolfo Gonzaga |  |
|                      |               |                                          |                                          |  |  |       |  |  | Gianfrancesco Gonzaga |  |  | Rodolfo Gonzaga |  |
|                      |               | Caterina Pico                            |                                          |  |  |       |  |  | Gianfrancesco Gonzaga |  |  |                 |  |
| Massimiliano Gonzaga |               |                                          |                                          |  |  |       |  |  | Gianfrancesco Gonzaga |  |  |                 |  |
|                      |               | Laura Pallavicino                        | Galeazzo I Pallavicino                   |  |  |       |  |  |                       |  |  |                 |  |
|                      |               | Laura Pallavicino                        | Galeazzo I Pallavicino                   |  |  |       |  |  |                       |  |  |                 |  |
|                      |               | Laura Pallavicino                        | Elisabetta Sforza                        |  |  |       |  |  |                       |  |  |                 |  |
| Prospero Gonzaga     |               | Laura Pallavicino                        |                                          |  |  |       |  |  |                       |  |  |                 |  |
|                      |               | Prospero Colonna, III duca di Marsi      | Giordano Colonna, II duca di Marsi       |  |  |       |  |  |                       |  |  |                 |  |
|                      |               | Prospero Colonna, III duca di Marsi      | Giordano Colonna, II duca di Marsi       |  |  |       |  |  |                       |  |  |                 |  |
|                      |               | Prospero Colonna, III duca di Marsi      | Caterina del Balzo                       |  |  |       |  |  |                       |  |  |                 |  |
| Caterina Colonna     |               | Prospero Colonna, III duca di Marsi      |                                          |  |  |       |  |  |                       |  |  |                 |  |
|                      |               | Giulia Colonna dei signori di Palestrina | Pietro Colonna dei signori di Palestrina |  |  |       |  |  |                       |  |  |                 |  |
|                      |               | Giulia Colonna dei signori di Palestrina | Pietro Colonna dei signori di Palestrina |  |  |       |  |  |                       |  |  |                 |  |
|                      |               | Giulia Colonna dei signori di Palestrina | Caterina Savelli                         |  |  |       |  |  |                       |  |  |                 |  |
| Ludovico Gonzaga     |               | Giulia Colonna dei signori di Palestrina |                                          |  |  |       |  |  |                       |  |  |                 |  |
|                      | Carlo Gonzaga | Pirro Gonzaga                            |                                          |  |  |       |  |  |                       |  |  |                 |  |
|                      | Carlo Gonzaga | Pirro Gonzaga                            |                                          |  |  |       |  |  |                       |  |  |                 |  |
|                      | Carlo Gonzaga | Camilla Bentivoglio                      |                                          |  |  |       |  |  |                       |  |  |                 |  |
| Pirro II Gonzaga     | Carlo Gonzaga |                                          |                                          |  |  |       |  |  |                       |  |  |                 |  |
|                      |               | Emilia Cauzzi Gonzaga                    | Federico II Gonzaga                      |  |  |       |  |  |                       |  |  |                 |  |
|                      |               | Emilia Cauzzi Gonzaga                    | Federico II Gonzaga                      |  |  |       |  |  |                       |  |  |                 |  |
|                      |               | Emilia Cauzzi Gonzaga                    | Isabella Boschetti                       |  |  |       |  |  |                       |  |  |                 |  |
| Isabella Gonzaga     |               | Emilia Cauzzi Gonzaga                    |                                          |  |  |       |  |  |                       |  |  |                 |  |
|                      |               | Tullo Guerrieri, I marchese di Mombello  | Vincenzo Guerrieri                       |  |  |       |  |  |                       |  |  |                 |  |
|                      |               | Tullo Guerrieri, I marchese di Mombello  | Vincenzo Guerrieri                       |  |  |       |  |  |                       |  |  |                 |  |
|                      |               | Tullo Guerrieri, I marchese di Mombello  | Francesca Soardi                         |  |  |       |  |  |                       |  |  |                 |  |
| Francesca Guerrieri  |               | Tullo Guerrieri, I marchese di Mombello  |                                          |  |  |       |  |  |                       |  |  |                 |  |
|                      |               | Giulia Brembati                          | Giovan Battista Brembati                 |  |  |       |  |  |                       |  |  |                 |  |
|                      |               | Giulia Brembati                          | Giovan Battista Brembati                 |  |  |       |  |  |                       |  |  |                 |  |
|                      |               | Giulia Brembati                          | Felicita della Frattina                  |  |  |       |  |  |                       |  |  |                 |  |
|                      |               | Giulia Brembati                          |                                          |  |  |       |  |  |                       |  |  |                 |  |

## Stemma
| Immagine | Blasonatura |
| -------- | --- |
| \| \|    | Ludovico Gonzaga Vescovo di Alba D'argento, alla croce patente di rosso accantonata da quattro aquile di nero dal volo abbassato; sul tutto, inquartato: nel primo e nel quarto di rosso al leone dalla coda doppia d'argento, armato e lampassato d'oro, coronato e collarinato dello stesso; nel secondo e nel terzo fasciato d'oro e di nero (Gonzaga di Mantova). Lo scudo, accollato a una croce astile patriarcale d'oro, posta in palo, è timbrato da un cappello con cordoni e nappe di verde. Le nappe, in numero di dodici, sono disposte sei per parte, in cinque ordini di 1, 2, 3. |
|          | |